# HMCS Charlottetown (339)
HMCS Charlottetown (339) je fregata Kanadského královského námořnictva pojmenována podle kanadského města Charlottetown. Jedná se o fregatu třídy Halifax.

## Výzbroj
Charlottetown je vyzbrojena jedním 57mm lodním kanónem Bofors L/70, dvěma trojhlavňovými torpédomety Mk 32 pro 324mm protiponorková torpéda Mk 46, dvěma raketomety Mk 141 pro osm protilodních střel RGM-84 Harpoon a šesti 12,7mm kulomety M2HB. O protiletadlovou obranu se stará jeden 20mm hlavňový systém blízké obrany Phalanx a dvě vertikální odpalovací zařízení Mk 48 Mod 0 pro protiletadlové řízené rakety moře-vzduch RIM-162C ESSM. Loď disponuje přistávací plochou pro jeden vrtulník CH-124 Sea King.

## Galerie

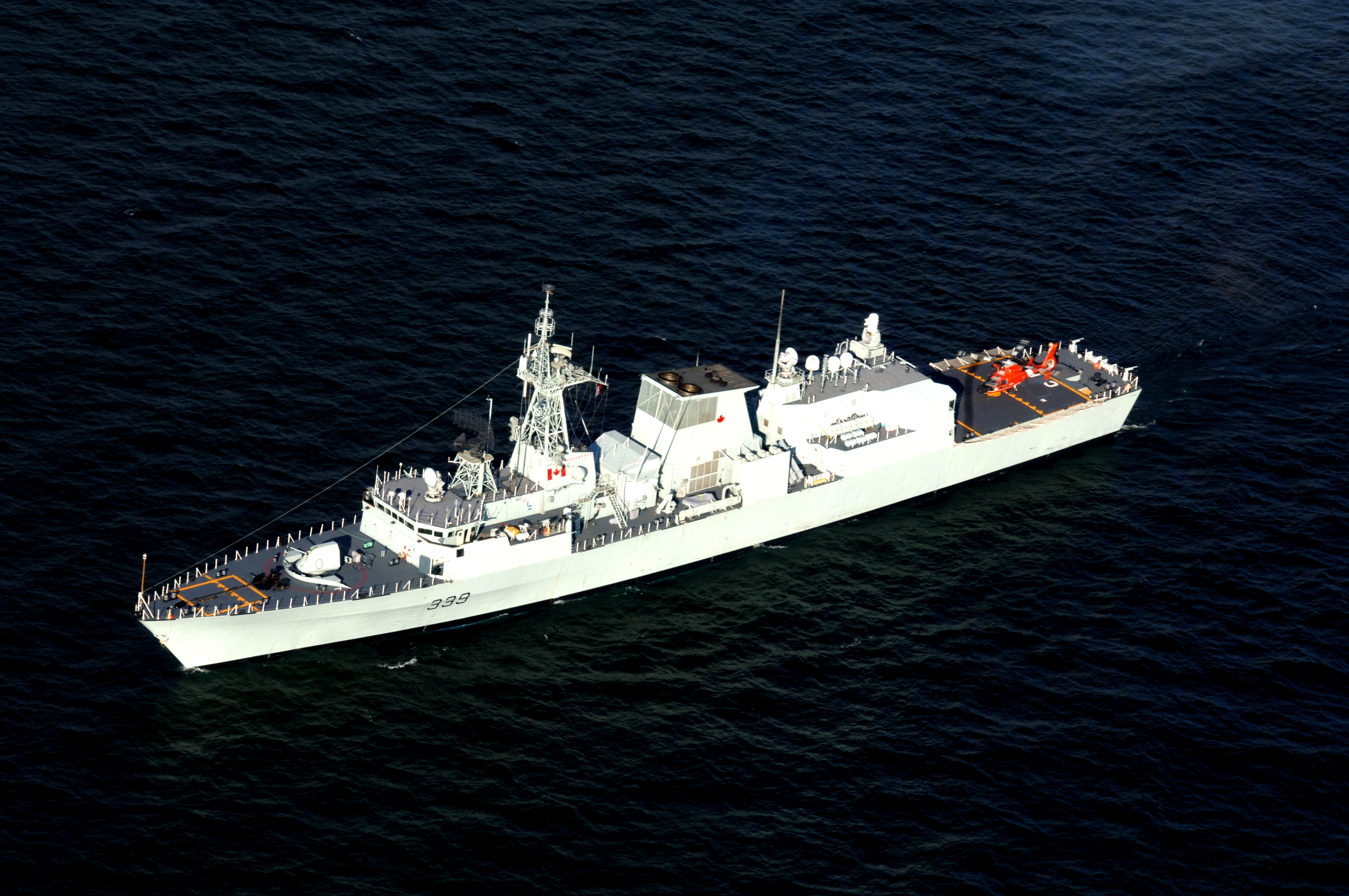
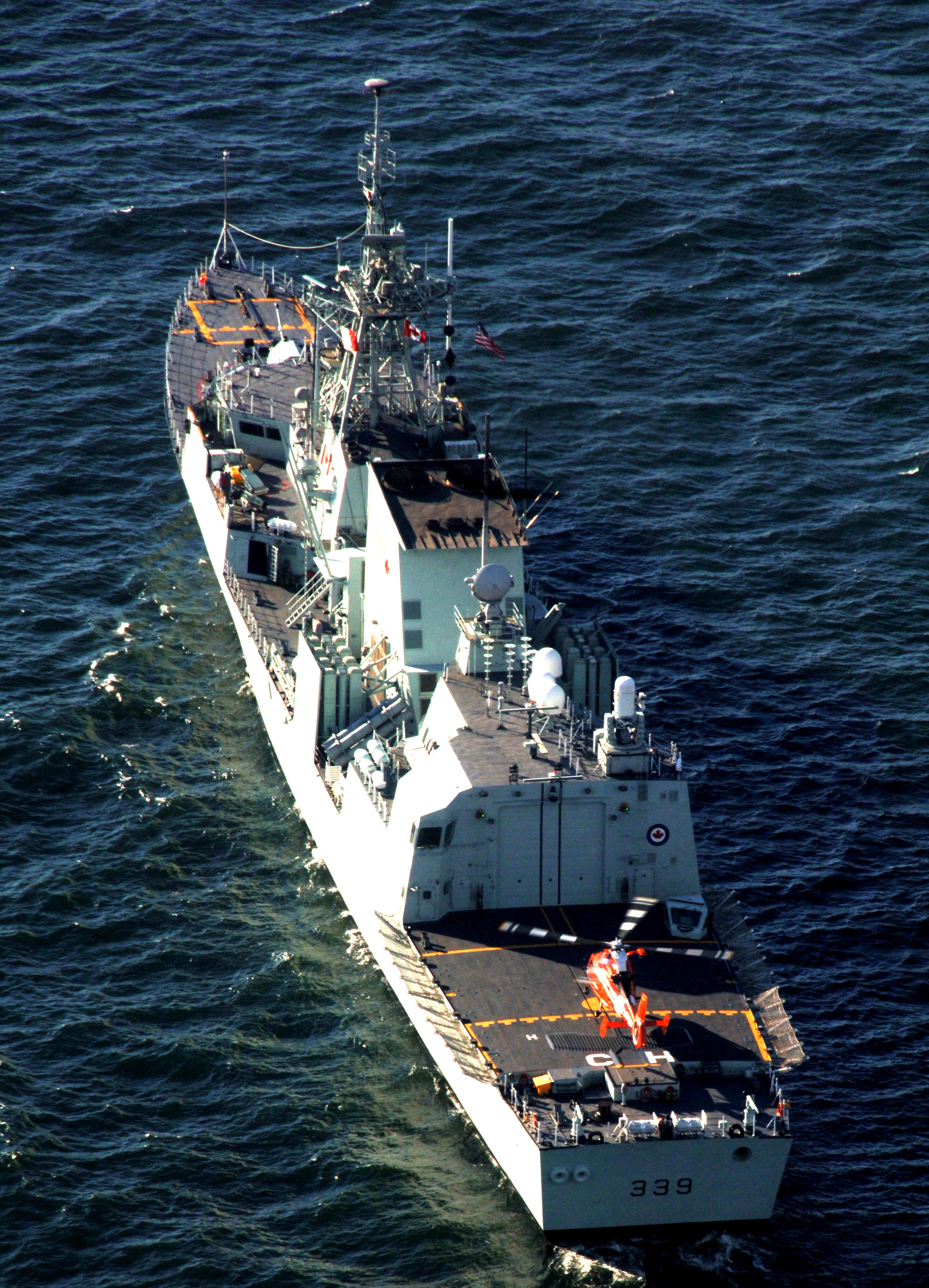
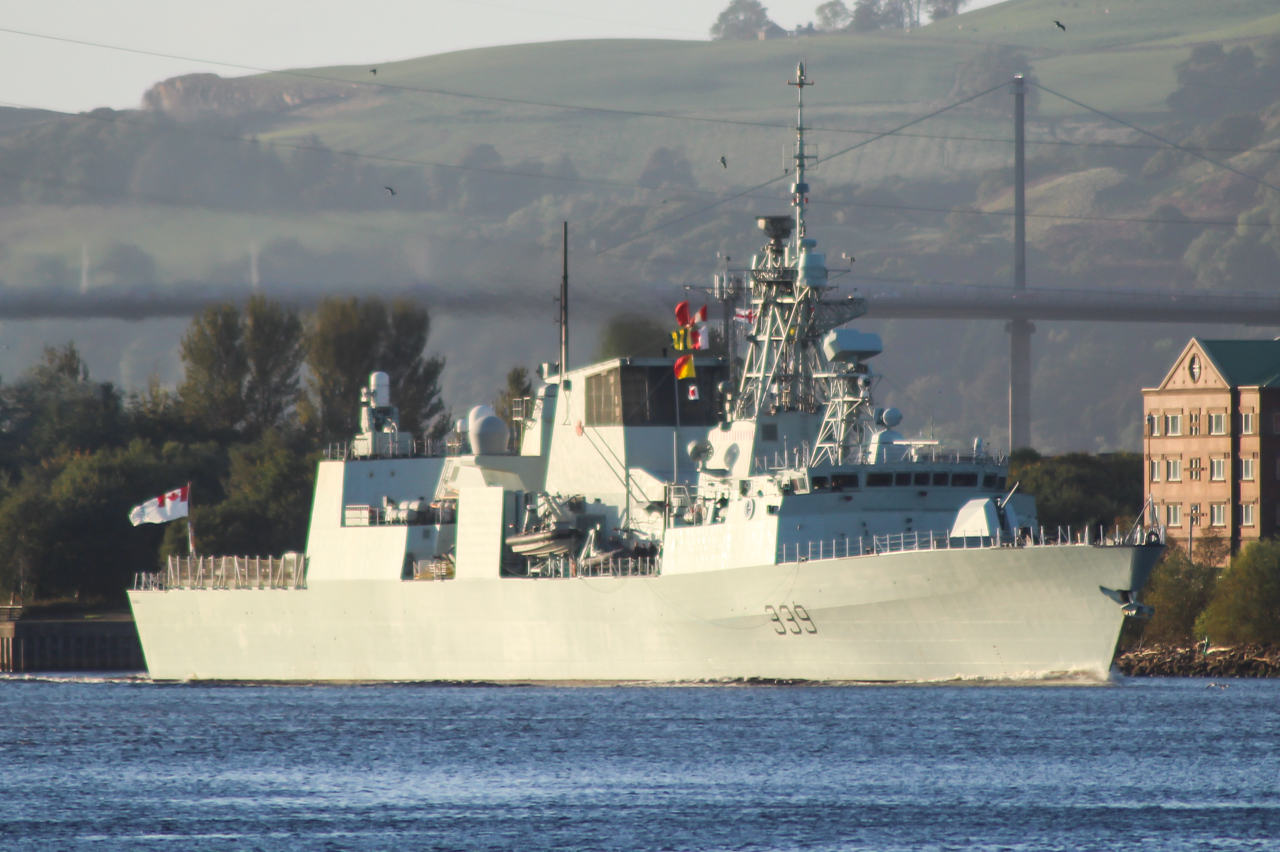
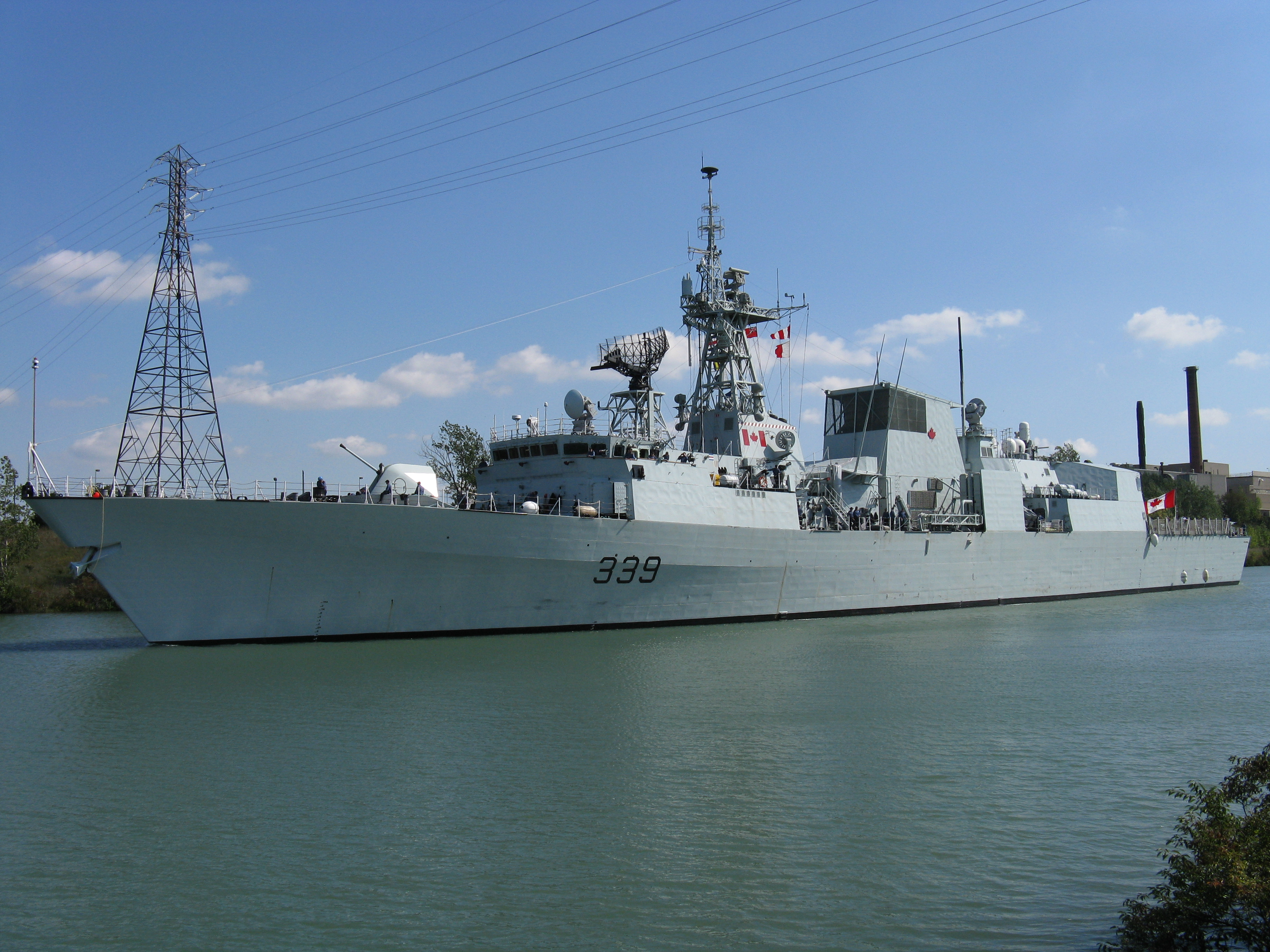
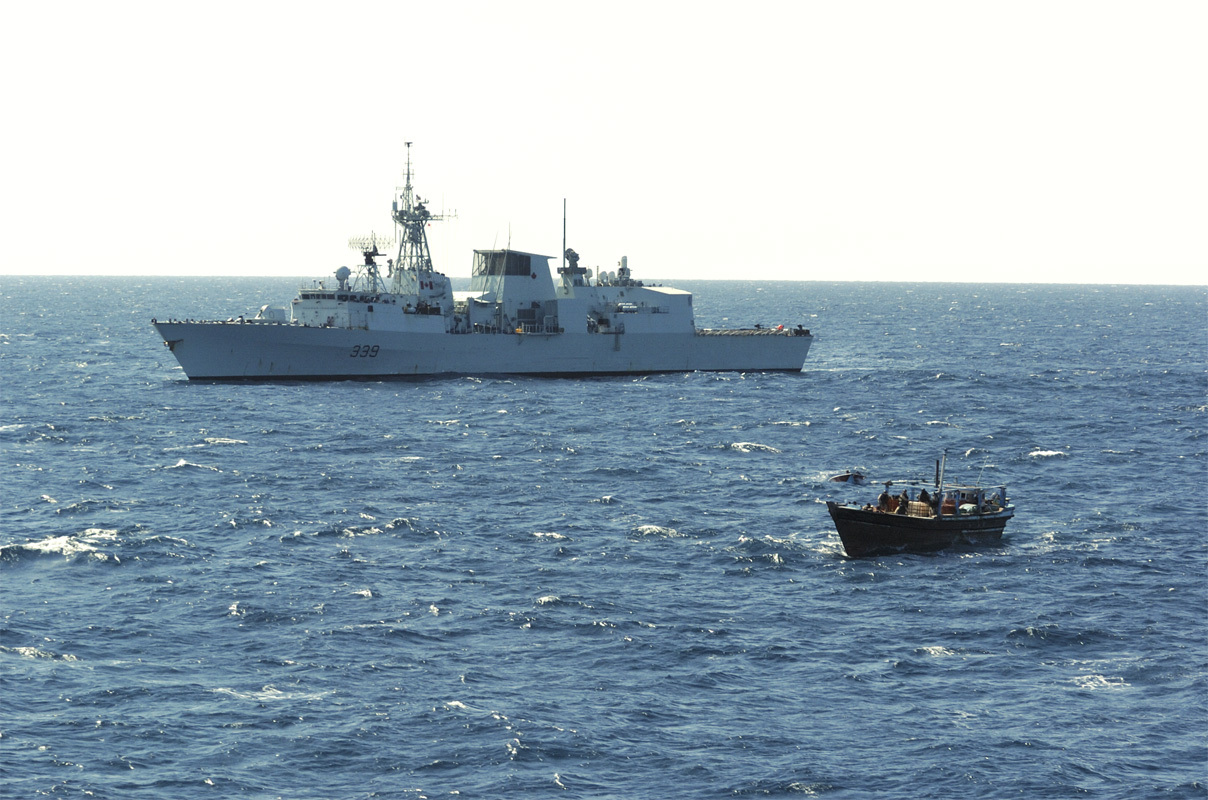
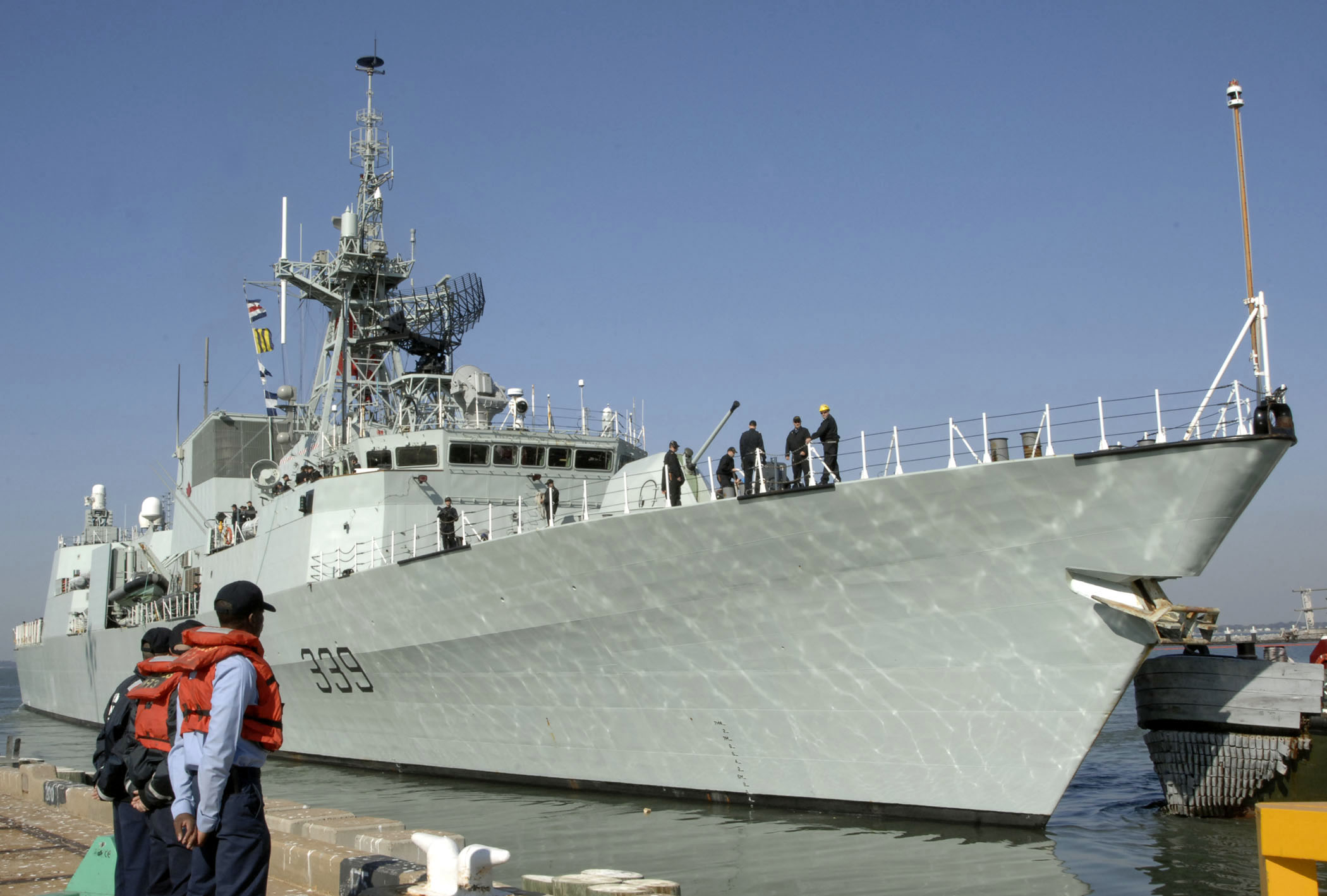
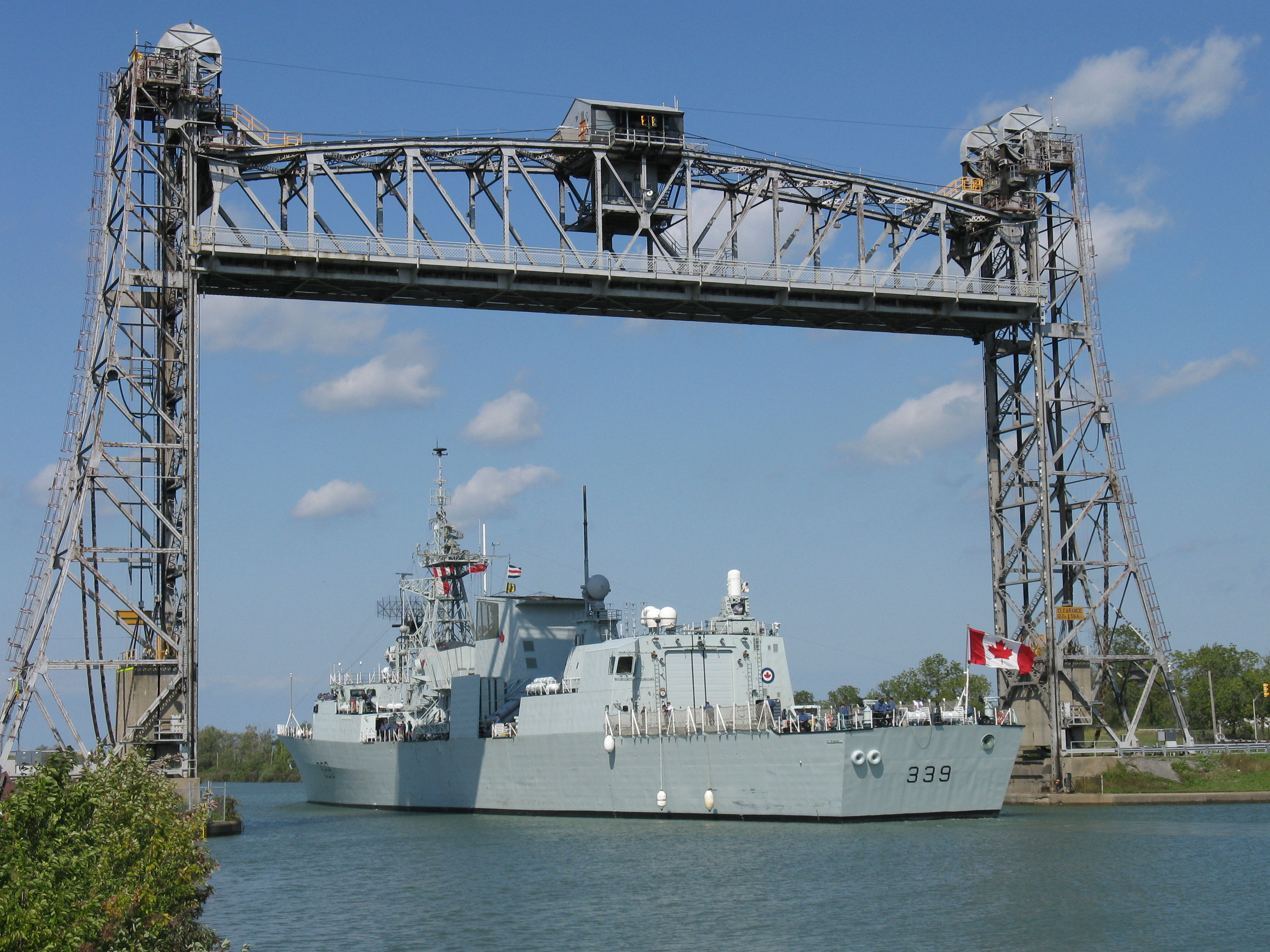